# Фрідріх I (герцог Ангальтський)
Фрідріх I (нім. Friedrich I.), ім'я при народженні Леопольд Фрідріх Франц Ніколаус Ангальтський (нім. Leopold Friedrich Franz Nikolaus von Anhalt),  (нар. 29 квітня 1831 — пом. 24 січня 1904) — другий правитель об'єднаного Ангальтського герцогства у 1871—1904 роках, син герцога Ангальтського Леопольда I та прусської принцеси Фредеріки Вільгельміни. Походив з династії Асканіїв. Генерал від інфантерії прусської армії. Брав участь у проголошенні Німецької імперії в Версалі у січні 1871 року.

## Біографія
Леопольд Фрідріх народився 29 квітня 1831 року в Дессау. Він був третьою дитиною та єдиним сином в родині правлячого герцога Ангальт-Дессауського Леопольда IV та його дружини Фредеріки Вільгельміни Прусської. Мав старшу сестру Агнесу та молодшу — Марію Анну. Ще одна сестра померла в ранньому віці до його народження.
Освітою спадкоємного принца займався богослов Карл Луппе, випускник університету Галле. Згодом Фрідріх навчався у Боннському та Женевському університетах.
У 1851 році він долучився до прусської армії у чині першого лейтенанту 1-го гвардійського полку піхоти, росквартированого в Потсдамі. Повернувся на батьківщину за два роки.
У травні 1853 року Ангальт-Дессауське герцогство було реформоване у Ангальт-Дессау-Кетенське. Наступного року принц одружився із 16-річною принцесою Саксен-Альтенбурзькою Антуанеттою, кузиною правлячого герцога Саксен-Альтенбургу Ернста I, яка залишилась сиротою. Шлюб був династично спланованим. Вінчання пройшло 22 квітня 1854 у Альтенбурзі. З приводу весілля була випущена пам'ятна медаль. У подружжя народилося шестеро дітей.
У 1863 році всі ангальтські князівства були об'єднані у герцогство Ангальт, під володарюванням батька Фрідріха, який став йменуватися Леопольдом I. Сам принц у 1864 році брав участь у Другій війні за Шлезвіг у складі прусської армії. У 1867 році отримав звання генерал-лейтенанту À la suite. Невдовзі був учасником Франко-прусської війни, брав участь в облозі Туля, битва при Бомоні та Седані. Був присутній під час проголошення Німецької імперії у Версалі. За кілька місяців після цього його батько помер, і Фрідріх став правителем герцогства Ангальт.
У серпні 1876 року кайзер Вільгельм I призначив герцога, який до того часу вже отримав чин генерала від інфантерії, командиром Ангальтського піхотного полку № 93.
Правління Фрідріха тривало більше 30 років. Раптово помер після інсульту в замку Белленштедта 24 січня 1904, передавши трон синові. Був похований в мавзолеї Дессау, а у 1958 році — перепохований на цвинтарі Цибік.

## Родина

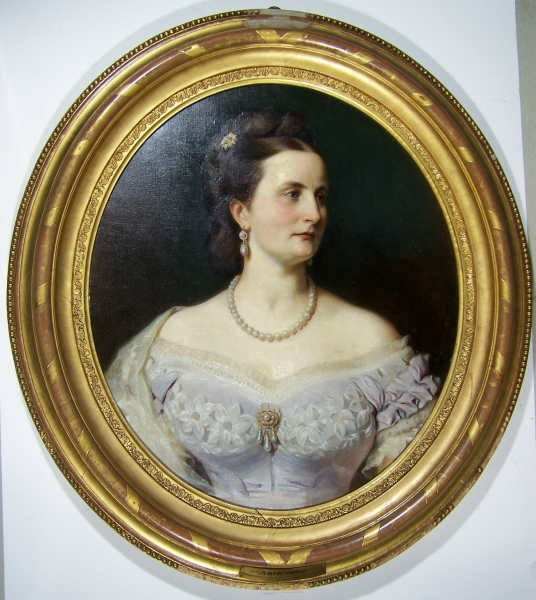
Антуанетта Саксен-Альтенбурзька

Дружина — Антуанетта, принцеса Саксен-Альтенбурзька
Діти:
- Леопольд (1855—1888) — спадкоємець престолу Ангальта, був одружений з Єлизаветою Гессен-Кассельською, мав єдину доньку, помер за життя батька;
- Фрідріх (1856—1918) — герцог Ангальта у 1904—1918, був одружений з Марією Баденською, дітей не мав;
- Єлизавета (1857—1933) — дружина великого герцога Мекленбург-Штреліцького Адольфа Фрідріха V, мала двох синів та двох доньок;
- Едуард (1861—1918) — герцог Ангальтський у 1918, був одружений із Луїзою Саксен-Альтенбурзькою, мав шістьох дітей;
- Аріберт (1864—1933) — регент Ангальта у 1918, був одружений із Марією Луїзою Шлезвіг-Гольштейнською, дітей не мав;
- Александра (1868—1958) — дружина Зіццо Шварцбурзького, мала трьох дітей.

## Нагороди

### Прусське королівство
- Орден Червоного орла 1-го класу з мечами
  - орден (20 травня 1850)
  - мечі (1864)
- Орден Чорного орла з ланцюгом (1 грудня 1954)
- Королівський орден дому Гогенцоллернів, великий командорський хрест
- Князівський орден дому Гогенцоллернів, почесний хрест 1-го класу
- Залізний хрест 2-го класу
- Орден Святого Йоанна (Бранденбург), почесний член (1877)

### Австро-Угорщина
- Орден Леопольда (Австрія), великий хрест (1852)
- Королівський угорський орден Святого Стефана, великий хрест (1871)

### Шведсько-норвезька унія
- Орден Меча, великий хрест (30 червня 1869)
- Орден Серафимів (13 березня 1873)

### Велике герцогство Баденське
- Орден Вірності (Баден) (1889)
- Орден Бертольда I (1889)

### Ганноверське королівство
- Королівський гвельфський орден, великий хрест
- Орден Ернста Августа, великий хрест

### Інші країни
- Орден Альбрехта Ведмедя, великий хрест з мечами (Ангальтське герцогство)
  - орден (18 березня 1837)
  - мечі (1 жовтня 1864)
- Орден Заслуг герцога Петра-Фрідріха-Людвіга, великий хрест із золотою короною (Велике герцогство Ольденбурзьке; 7 жовтня 1847)
- Орден Рутової корони (Саксонське королівство; 1856)
- Орден Золотого Лева Нассау (вересень 1858)
- Орден Слона (Данія; 22 березня 1873)
- Орден Леопольда I, велика стрічка (Бельгія; 22 лютого 1874)
- Орден Людвіга (Гессен-Дармштадт), великий хрест (14 січня 1884)
- Орден Генріха Лева, великий хрест (Брауншвейзьке герцогство; 1887)
- Орден Вюртемберзької корони, великий хрест (1889)
- Орден Святого Губерта (Баварське королівство)
- Орден дому Саксен-Ернестіне, великий хрест
- Орден Вендської корони, великий хрест з короною в руді і ланцюгом
- Орден Білого Сокола, великий хрест (Велике герцогство Саксен-Веймар-Айзенаське)
- Медаль «За військові заслуги» (Ліппе) з мечами
- Орден Спасителя, великий хрест (Грецьке королівство)
- Орден Зірки Румунії, великий хрест
- Орден Таковського хреста, великий хрест (Сербське князівство)